# Valladolid, Yucatán
Valladolid là một đô thị thuộc bang Yucatán, México. Năm 2005, dân số của đô thị này là 68863 người.